# 진보노동당 (미국)

진보노동당(進步勞動黨, Progressive Labor Party)은 미국의 마르크스-레닌주의 정당이다. 미국 공산당의 반수정주의 정파였던 진보노동운동(Progressive Labor Movement)이 따로 떨어져 나와 창당했다. 이들은 베트남 전쟁에 대한 반전·평화 운동을 맹렬히 벌였던 미국 민주사회학생회의 극좌 분파인 노동자학생연맹(Worker Student Alliance)를 지도했다. 사상의 과격성으로 인해 미국 공산당과 함께 미연방수사국에 의해 코인텔프로 타겟으로 지정됐다.

## 성립
진보노동당의 창립자들은 본래 미국 공산당원이었으며, 미국 공산당 북부 뉴욕 지부 산업노동자 조직 총책인 밀트 로젠(Milt Rosen) 교수의 제명 여파로 인해 생겨난 '진보노동운동'의 멤버였다. 밀트 로젠은 미국 공산당이 소련 공산당의 서기장인 니키타 흐루쇼프의 탈스탈린 정책과 수정주의 노선을 무비판적으로 수용한다고 비판해왔으며, 쿠바 혁명에 대한 미국 공산당의 입장에 대해서도 비판해왔다.
그는 자신을 지지하는 '진보노동운동' 멤버를 규합하여 1961년, 미국 진보노동당을 창당했으며, 이 당의 초대 당수가 되었다. 밀트 로젠은 반수정주의자, 급진적인 지식인, 노동운동가, 흑인해방운동가, 여성주의자들을 묶어서 당 세포의 골격을 튼튼히 하였으며, 이는 훗날 미국 진보노동당이 반수정주의 대열에서 주도적인 역할을 하는 데에 기여한다.

## 활동
초기에 모인 당원들은 대부분 공산주의 계통의 교수들과 투쟁심이 강한 노동운동가들이었기에 당의 확대는 매우 조직적이고 안정적이었다. 1960년대 중반에 이르러서는 전국적인 조직이 완비되었으며, 당비 관리 체계가 명확해지게 된다. 이 시기에 특정 할렘가에서 벌어지는 유혈 사태와 인종차별에 대항하기 위해 자체적인 '당 할렘 방어위원회'(Harlem Defense Council)가 조직됐다. 또한, '5월 2일 운동'(M2M)을 결성하여 미국의 베트남 전쟁에 대한 반전 운동에서 제일 과격하고 선동적인 문구를 제작하여 수많은 학생가에 배포했으며, 반전 투쟁에서 최전선에 섰다. 1960년대 후반에는 마오쩌둥의 문화대혁명 노선을 지지했으며, 이 시기부터 진보노동당은 마오쩌둥주의자 정당이라는 인식이 생기게 된다.
그러나, 중소 분쟁이 과열되는 동시에 마오쩌둥이 소비에트 연방에 대해 노골적으로 반대하고 미국과 새로운 외교 개척을 하려는 움직임이 일자 곧장 중국에 대한 비판 입장을 내놓는다. 이 입장은 1972년 리처드 닉슨이 중화인민공화국을 방문하면서 더욱 굳어지게 되었다. 그리고 더불에 중국에 수정주의가 도래할 가능성이 있다는 인식이 생기게 된다. 진보노동당은 공식적으로 중화인민공화국의 친미 행위를 비판했으며, 이는 마오쩌둥에 대한 비판으로도 이어졌다. 1976년부터는 흑표당과 연합을 하여 공산주의자들과 흑인해방운동 세력의 연계를 시도했으며, '인종차별 철폐 위원회'를 조직하여 주류 백인 사회에 저항하였다.
현재까지 진보노동당은 미국 내 반수정주의자들 중에서 제일 신뢰성이 높은 당으로 인식되고 있으며, 기존의 마르크스-레닌주의 원칙을 고수하고 있으며 이오시프 스탈린과 마오쩌둥의 공산주의 이념을 엄격하게 준수하며 따르고 있다. 또한, 이들은 조선민주주의인민공화국에 대한 미국의 제국주의 정책을 맹렬히 비판하며, 이 당의 멤버들은 과거부터 쿠바, 조선민주주의인민공화국 등을 방문해왔으며, 한반도 통일 문제에 적극적인 관심을 갖고 주체사상을 연구하는 것으로 알려져 있다.
이들은 소련 해체 이후 미국 공산당이 타협주의와 의회주의 노선을 따르고 있다고 비판하고 있으며, 공산주의 국가라고 할지라도 수정주의 노선에 기댄 공산당에 의해 지배될 경우 가차없이 비판한다.

## 조직
현재 미국 진보노동당의 조직 규율은 1965년에 발표된 당헌 강령에 밝혀진 내용을 이어가고 있다. 강령에 따르면, 진보노동당은 만 17세 이상이 되어서야 가입할 수 있으며, 신규 가입자는 당 간부에게 3개월간 혁명 이론을 교육받아야 한다. 또한 이 당은 소련 공산당과 동일하게 민주집중제를 채택하고 있으며, 상급 간부의 결정은 매우 강력한 영향력을 발휘한다. 또한, 노동운동과 이론 작업 측면에서 상당한 성과를 낸 사람들만이 간부의 자리에 올라갈 수 있으며, 이들은 비간부 당원의 엄격한 감시를 받아야 하며, 당은 이들에게 철과 같은 생활 규율을 강요한다. 이들은 1960년대 후반에서 1970년대 중반까지 유행했던 당시 히피 운동이나 아나키즘 운동 조류가 행하던 마약, 그룹 섹스, 동성애, 신비주의, 탈근대, 허무주의, 극단적 개인주의 행위를 강력하게 비판했으며, 모든 당원들에게 엄격한 생활 규율을 적용시킨다.